# Festival Internacional de Cine de Cannes de 1957
La 10.ª edición del Festival Internacional de Cine de Cannes se desarrolló entre el 2 al 17 de mayo de 1957. La Palma de Oro fue otorgada a La gran prueba de William Wyler. El festival se abrió con La vuelta al mundo en 80 días de Michael Anderson.
Durante el Festival de 1957 Dolores del Río fue la primera mujer miembro del jurado en la selecció oficial.

## Jurado
Las siguientes personas fueron nominadas para formar parte del jurado de la competición principal en la edición de 1957:
- André Maurois (Francia) President
- Jean Cocteau (Francia) President Honorari
- Maurice Genevoix (Francia)
- Georges Huisman (Francia) (historiador)
- Maurice Lehmann (Francia)
- Marcel Pagnol (Francia)
- Michael Powell (Gran Bretaña)
- Jules Romains (Francia)
- Dolores del Río (México)
- George Stevens (EE. UU.)
- Vladimír Vlček (Checoslovaquia)

Cortometraje
- Claude Aveline (Francia)
- Roman Karmen (URSS)
- Albert Lamorisse (Francia)
- Alberto Lattuada (Italia)
- Jean Vivie (França) (funcionario del CST)

## Selección oficial
Las siguientes películas compitieron por la Palma de Oro:

### En competición – películas
- The Bachelor Party de Delbert Mann
- Betrogen bis zum jüngsten Tag de Kurt Jung-Alsen
- El que debe morir de Jules Dassin
- La casa del ángel de Leopoldo Torre Nilsson
- Don Quijote de Grigori Kozintsev
- Zemya de Zahari Zhandov
- Faustina de José Luis Sáenz de Heredia
- El cuadragésimo primero (Sorok pervyy) de Grigori Chujrái
- La gran prueba de William Wyler
- Una cara con ángel de Stanley Donen
- Gotoma the Buddha de Rajbans Khanna
- Guendalina de Alberto Lattuada
- Elokuu de Matti Kassila
- High Tide at Noon de Philip Leacock
- Kanal de Andrzej Wajda
- Same Jakki de Per Høst
- Ztracenci de Miloš Makovec
- Un condenado a muerte se ha escapado ou Le vent souffle où il veut de Robert Bresson
- El molino de la buena suerte' de Victor Iliu
- Las noches de Cabiria de Federico Fellini
- Kome de Tadashi Imai
- Qivitoq de Erik Balling
- Rekava de Lester James Peries
- Rose Bernd de Wolfgang Staudte
- El séptimo sello de Ingmar Bergman
- Shiroi sanmyaku de Sadao Imamura
- Sissi Emperatriz de Ernst Marischka
- Két vallomás de Márton Keleti
- El valle de la paz de France Štiglic
- Ila Ayn de Georges Nasser
- Yangtse Incident de Michael Anderson

### Películas fuera de competición
La película La vuelta al mundo en 80 días de Michael Anderson se exhibió fuera de competición.

### Cortometrajes en competición
Los siguientes cortometrajes competían para la Palma de Oro al mejor cortometraje:
- Altitude 7.546 de I. Grek
- Bolcsok d'Ágoston Kollányi
- Carnival In Quebec de Jean P. Palardy
- City of Gold de Colin Low, Wolf Koenig
- Diario uruguayo de Eugenio Hintz
- Die Große Wanderung de Walter Suchner
- Een leger van gehouwen steen de Theo Van Haren Noman
- Gast auf Erden de Karl Stanzl
- History of the Cinema de John Halas
- Il sogno dei gonzaga de Antonio Petrucci
- Jabulani Africa de Jok Uys, Jamie Uys
- Koncert na ekranie slask de Witold Lesiewicz
- La mariee portait des perles de Kurt Baum, Errol Hinds
- Let nad mocvarom de Aleksandar Petrovic
- Magic of the Mountains de Moham Dayaram Bhavnani
- Michel de ghelderode de Luc De Heusch
- Nessebar de Stephane Topaldjikov
- Niok l'éléphant de Edmond Sechan
- Ochotniki iujnikh morey de S. Kogan
- Paraplícko de Bretislav Pojar
- Rembrandt, schilder van de mens de Bert Haanstra
- San Antonio de la Florida de Santos Núñez
- Scurtă Istorie de Ion Popescu-Gopo
- Soseiji Gakkyu de Susumu Hani
- Splintret emalje de Johan Jacobsen
- Toute la mémoire du monde de Alain Resnais
- Vacances Tunisiennes de René Vautier
- Western Symphonie de Thomas L. Rowe
- Wiesensommer de Heinz Sielmann

## Palmarés

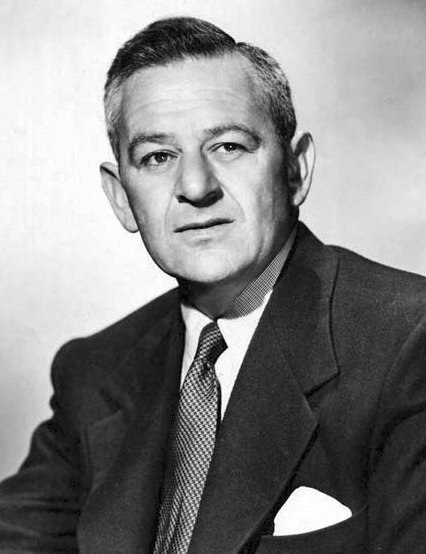
William Wyler, ganador de la Palma de Oro

Los galardonados en las secciones oficiales de 1957 fueron:
- Palma de Oro: La gran prueba de William Wyler
- Premio del jurado:
  - Kanal de Andrzej Wajda
  - El séptimo sello de Ingmar Bergman
- Premio a la mejor dirección: Robert Bresson por Un condenado a muerte se ha escapado
- Premio a la interpretación masculina: John Kitzmiller por El valle de la paz
- Premio a la interpretación femenina: Giulietta Masina por Las noches de Cabiria
- Mención Especial: Gotoma the Buddha de Rajbans Khanna
- Premio especial del jurado: Sorok pervyy de Grigori Chujrái
- Mejor documental romántico:
  - Shiroi sanmyaku de Sadao Imamura
  - Qivitoq de Erik Balling
- Palma de Oro al mejor cortometraje: Scurtă Istorie de Ion Popescu-Gopo
- Mención especial: Ochotniki iujnikh morey de S. Kogan
- Premio al Documental: City of Gold de Colin Low, Wolf Koenig
- Premio a la película sobre la natura: Wiesensommer de Heinz Sielmann

### Premios independentes
Premio OCIC
- Mención especial:
  - El que debe morir de Jules Dassin
  - Las noches de Cabiria de Federico Fellini

## Media
- British Pathé: Cannes Film Festival 1957 footage
- British Pathé: Cannes Film Festival 1957 opens
- British Pathé: Cannes Film Festival 1957 ends
- INA: Opening of the 1957 festival (commentary in French)
- INA: Jury at the 1957 Cannes festival (commentary in French)
- INA: Closure of the 1957 Festival (commentary in French)